# Alata (Mali)
Pour les articles homonymes, voir Alata (homonymie).
Alata est une commune rurale malienne, chef-lieu d'arrondissement du cercle de Inlamawane, dans la région de Ménaka. Elle a pour chef-lieu la localité de Sahène.

## Histoire
La commune est créée avant 2009.

## Villages et fractions
La commune s'étend sur 17 localités relevées lors du recensement général de 2009. 
Les villages ou fractions les plus peuplés sont :
- Tedjarett (511 habitants)
- Kel Tandirbatène (339 habitants)
- Kel Takimett (289 habitants)